# Front
Front (Front [frʊnt] in piemontese) è un comune italiano di 1 582 abitanti della città metropolitana di Torino in Piemonte. È situato nella parte sud-occidentale del Canavese, al margine dell'altopiano delle Vaude.

## Geografia fisica
Il territorio comunale comprende parte della pianura alluvionale del Malone nel suo medio corso, il pianalto delle "Vaude", e parte delle valli dei torrenti Fandaglia e Riomaggiore.

## Storia
In epoca alto-medioevale i Longobardi costruirono tre castelli sui rilievi lungo il torrente Malone, al confine con i marchesati di Torino ed Ivrea, dove attualmente sorgono Lombardore, Rivarossa e Front.
Al 1326 risale la prima visita pastorale da parte del Vescovato di Ivrea.
Nell'ultimo ventennio del XIV secolo nel Canavese scoppiò la rivolta del Tuchinaggio, che vide la popolazione insorgere contro lo strapotere dei feudatari locali. La comunità frontese vi partecipò attivamente, ponendosi in contrasto con i conti di San Martino, feudatari del luogo.

### Simboli
Lo stemma e il gonfalone sono stati concessi con decreto del presidente della Repubblica del 29 luglio 1974.
Il gonfalone è un drappo troncato di azzurro e di bianco.

## Monumenti e luoghi d'interesse
- Chiesa parrocchiale dedicata a Maria Maddalena

## Società

### Evoluzione demografica
Abitanti censiti

## Amministrazione

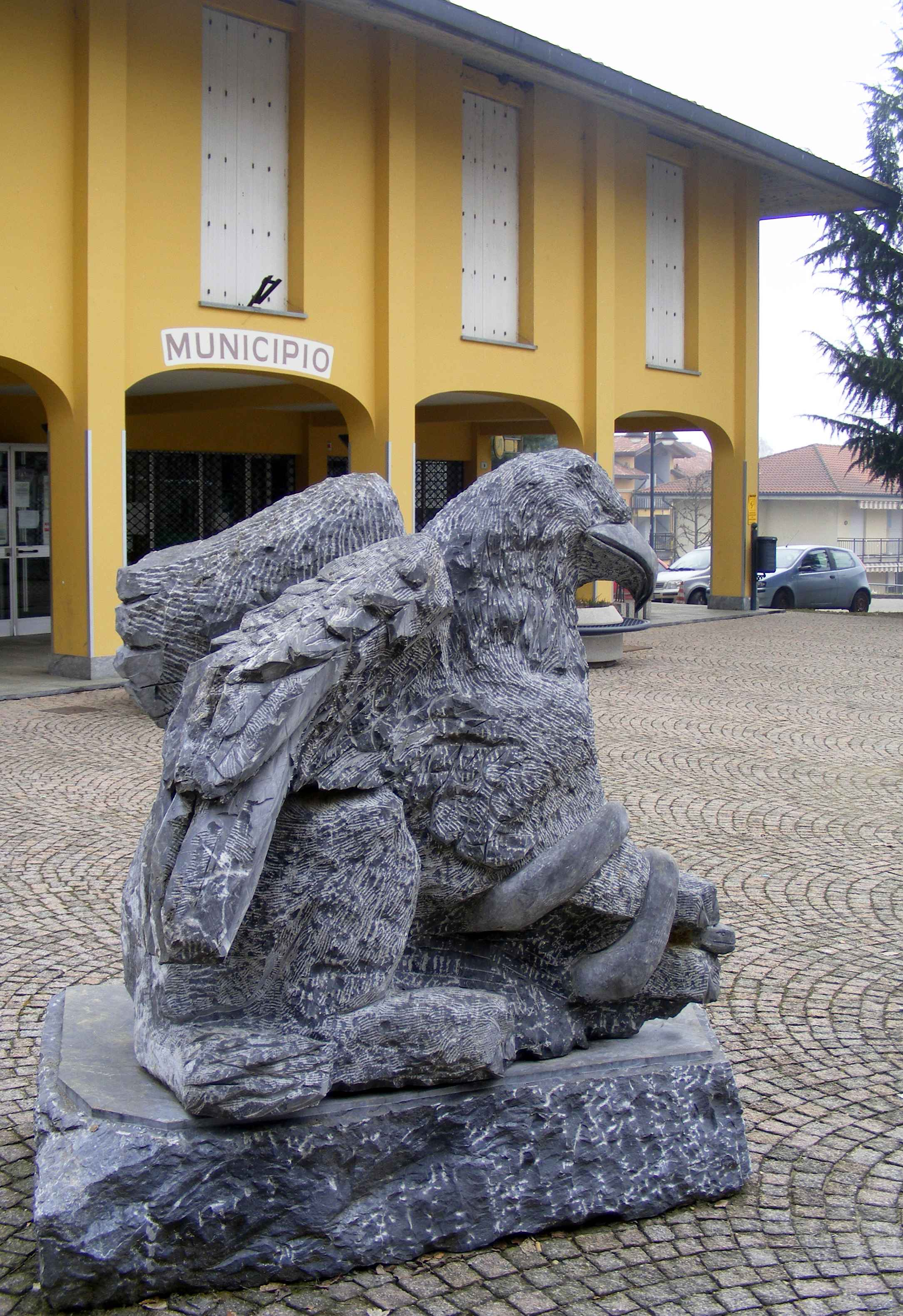
Il Municipio

| Periodo | Periodo   | Primo cittadino | Partito                        | Carica  | Note       |
| ------- | --------- | --------------- | ------------------------------ | ------- | ---------- |
| 2004    | 2009      | Claudio Bianco  | centro-sinistra                | Sindaco |            |
| 2009    | 2014      | Claudio Bianco  | centro-sinistra                | Sindaco | II mandato |
| 2014    | 2019      | Andrea Perino   | lista civica Insieme per Front | Sindaco |            |
| 2019    | in carico | Andrea Perino   | lista civica Insieme per Front | Sindaco | II mandato |